# NGC 7176
NGC 7176 (другие обозначения — PGC 67883, ESO 466-41, MCG -5-52-11, UGCA 423, VV 698, HCG 90B) — эллиптическая галактика (E) в созвездии Южная Рыба.
Этот объект входит в число перечисленных в оригинальной редакции «Нового общего каталога».
В ходе изучения фотографий, сделанных телескопом «Хаббл» в 2006 году, было обнаружено, что галактики NGC 7173 и NGC 7176 собственной гравитацией разрывают находящуюся между ними спиральную галактику NGC 7174 на части.